# ستيفن لويس
ستيفن لويس (بالإنجليزية: Stephen Lewis)‏ (مواليد 17 ديسمبر 1926 في لندن - 12 أغسطس 2015 في لندن)، هو ممثل وكاتب مسرحي إنجليزي بدأ مسيرته الفنية عام 1958. اشتُهر بدور المحقق «بلاكي» في السلسلة التليفزيونية «في الحافلات»، التي عرضت في سبعينيات القرن العشرون. كما لعب لويس دور «سمايلر» في مسلسل «لاست أوف ذا سمر واين» الذي أنتجته بي بي سي.

## وصلات خارجية
- ستيفن لويس على موقع IMDb (الإنجليزية)
- ستيفن لويس على موقع ميوزك برينز (الإنجليزية)
- ستيفن لويس على موقع قاعدة بيانات الفيلم (الإنجليزية)